# ホルマル・エルン・エイヨルフソン
ホルマル・エルン・エイヨルフソン（Hólmar Örn Eyjólfsson 、1990年8月6日 - ）は、アイスランド・ソイザウルクロウクル出身のプロサッカー選手。サッカーアイスランド代表。ローゼンボリBK所属。ポジションはDF。

## 経歴

### クラブ
HKコーパヴォクスの下部組織で育成され、2007年5月にプロデビュー。早くからビッグクラブの注目を集め、8月にはFCバイエルン・ミュンヘンからトライアルの誘いを受けた。
2008年7月、ウェストハム・ユナイテッドFCに移籍。しかしトップチームでの出番は全くなく、レンタルを経て2011年5月に退団。
ウェストハム退団から一ヶ月後、2.ブンデスリーガのVfLボーフムに加入。
2014年8月、ローゼンボリBKに移籍。
2016年12月、マッカビ・ハイファFCに4年半契約で移籍。
2017年9月、4年間の長期レンタルでレフスキ・ソフィアに加入。2018年5月、レフスキ・ソフィアに完全移籍。

### 代表
各年代においてアイスランド代表でプレー。2007年にはUEFA U-17欧州選手権、2011年にはUEFA U-21欧州選手権に参加した。
2012年5月、スウェーデン代表との親善試合においてA代表初招集。30日に行われた同試合で途中出場し初キャップ。UEFA EURO 2016では予備登録メンバーに選ばれたが、最終登録メンバーには入れなかった。2018年1月、インドネシア代表との非公式戦で代表初ゴールをマーク。
2018年5月11日、2018 FIFAワールドカップに参加する代表チーム23人の一人に選ばれた。

## 人物
父親は元アイスランド代表DFのエイヨルフル・スヴェリソンで、当時ブンデスリーガでプレーしていたため、自身も幼少期に3年ほどシュトゥットガルトで暮らした。このため、ドイツ語を若干話すことが出来る。
2015年11月、パートナーとの間に娘が生まれた。

## 代表歴

### 出場大会
- アイスランド代表
  - 2018 FIFAワールドカップ

### 試合数
- 国際Aマッチ 18試合 1得点（2012年-2020年）[17]

| アイスランド代表 | 国際Aマッチ | 国際Aマッチ |
| 年               | 出場        | 得点        |
| ---------------- | ----------- | ----------- |
| 2012             | 1           | 0           |
| 2013             | 0           | 0           |
| 2014             | 1           | 0           |
| 2015             | 1           | 0           |
| 2016             | 2           | 0           |
| 2017             | 1           | 0           |
| 2018             | 5           | 0           |
| 2019             | 0           | 0           |
| 2020             | 7           | 1           |
| 通算             | 18          | 1           |

## タイトル
ローゼンボリ
- エリテセリエン (2): 2015, 2016
- ノルウェー・カップ (2): 2015, 2016